# أرون رودجرز
أرون رودجرز (بالإنجليزية: Aaron Rodgers)‏ هو لاعب كرة قدم أمريكية أمريكي، ولد في 2 ديسمبر 1983 في تشيكو في الولايات المتحدة.

## وصلات خارجية
- أرون رودجرز على موقع إي إس بي إن.كوم (أن.أف.أل)3
- أرون رودجرز على موقع مرجع كرة القدم المحترفة.كوم (الإنجليزية)
- أرون رودجرز على موقع IMDb (الإنجليزية)
- أرون رودجرز على موقع الموسوعة البريطانية (الإنجليزية)
- أرون رودجرز على موقع إن إن دي بي (الإنجليزية)
- أرون رودجرز على موقع قاعدة بيانات الفيلم (الإنجليزية)